# ورزشگاه هیستوریک کرو

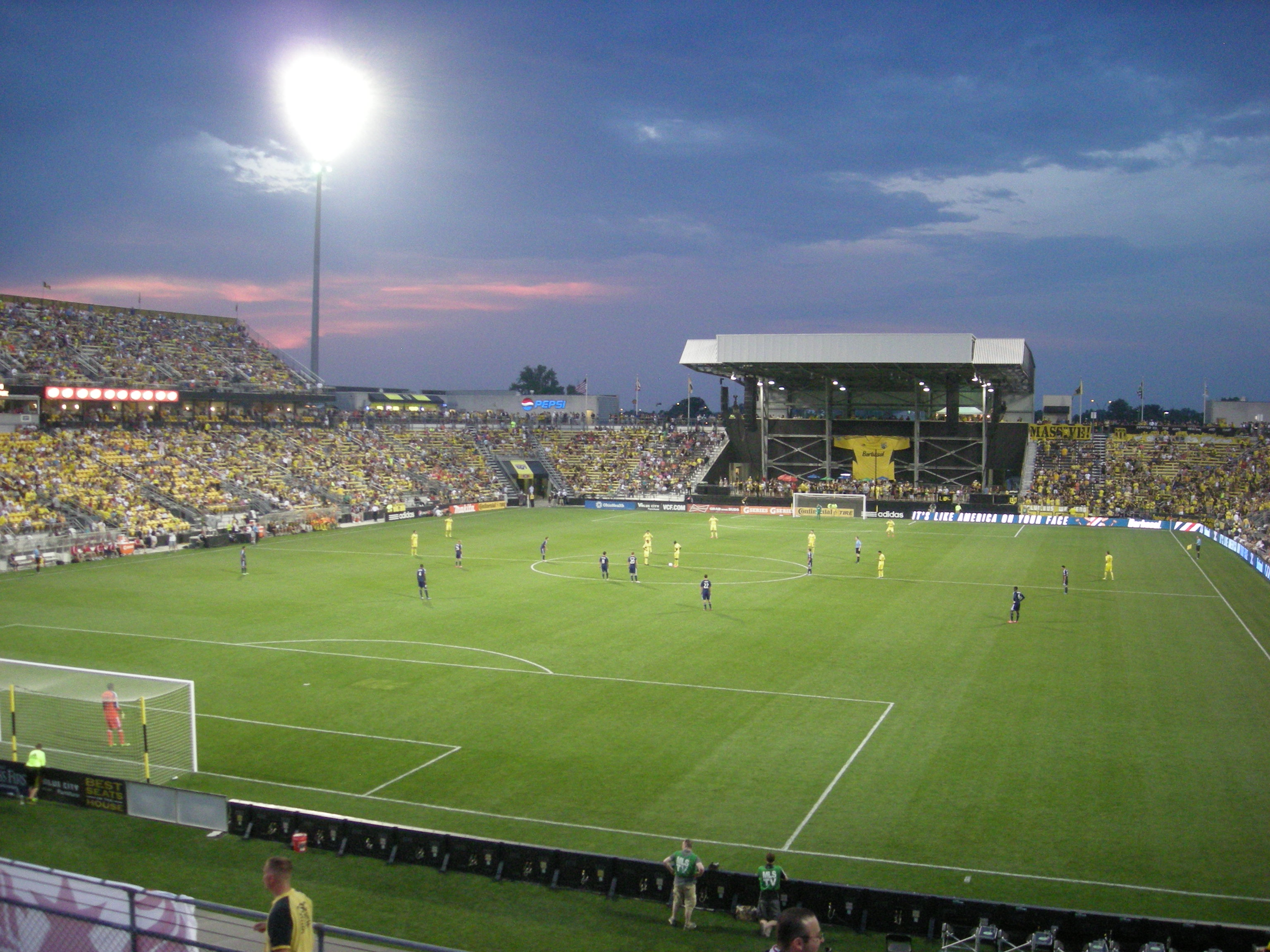

ورزشگاه کلمبوس کرو (به انگلیسی: Columbus Crew Stadium) با ظرفیت ۲۰٬۴۵۵ نفر در شهر کلمبوس ایالت اوهایو واقع شده‌است. ابعاد این ورزشگاه ۶۵ در ۱۰۵ متر است. در تاریخ ۱۹۹۹ تأسیس شد و دارای زمین چمن می‌باشد.
این ورزشگاه خانه تیم کلمبوس کرو است.